# Bussu
Bussu är en kommun i departementet Somme i regionen Hauts-de-France i norra Frankrike. Kommunen ligger i kantonen Péronne som tillhör arrondissementet Péronne. År 2022 hade Bussu 217 invånare.

## Befolkningsutveckling
Antalet invånare i kommunen Bussu
| Referens: INSEE |